# Lepidonectes
Lepidonectes es un género de pez de la familia Tripterygiidae en el orden Perciformes.

## Especies
- Lepidonectes bimaculata Allen & Robertson, 1992
- Lepidonectes clarkhubbsi Bussing, 1991
- Lepidonectes corallicola (Kendall & Radcliffe, 1912)